# Otto Wanz
Pour les articles homonymes, voir Wanz (homonymie).
Otto Wanz (né le 13 juillet 1943 à Graz (Styrie) et mort le 14 septembre 2017 dans la même ville) est un catcheur (lutteur professionnel) et promoteur de catch autrichien.
Il a remporté à plusieurs reprises le championnat d'Autriche de boxe avant de devenir catcheur. Au cours de sa carrière de catcheur il a remporté le championnat du monde poids-lourds de American Wrestling Association et est le cofondateur de la Catch Wrestling Association, une fédération autrichienne où il a détenu à quatre reprises le championnat du monde poids-lourds.

## Biographie

### Jeunesse
Otto Wanz fait un apprentissage en mécanique avant d'abandonner pour faire de la boxe amateur. Comme boxeur, il essaie de se qualifier pour les Jeux olympiques d'été de 1960 sans succès.

### Carrière de catcheur et promoteur
En 1969, un spectacle de catch a lieu à Graz et l'organisateur rencontre Wanz qui accepte d'affronter Ali Baba. Il devient un catcheur populaire dans son pays et remporte un tournoi en 1972. Il crée sa propre fédération de catch, la Catch Wrestling Association (CWA) un an plus tard. Il y est le premier champion du monde poids lourd de la CWA après sa victoire face au sud-africain Jan Wilkens au cours d'un spectacle à Le Cap le 2 août 1973,.
En 1982, il se fait connaitre en Grande Bretagne où il établit le record du monde d'annuaires déchirés avec 25 en 30 secondes. Ce record le rend populaire et il apparait dans des fêtes où il déchire des annuaires. Il part aux États-Unis où il lutte à l'American Wrestling Association (AWA). Il y remporte le championnat du monde poids lourd de l'AWA après sa victoire face à Nick Bockwinkel le 29 août.

## Mort
Wanz meurt le 14 septembre 2017 à Graz des suites d'une courte mais sérieuse maladie d'après ses proches.

## Palmarès
- American Wrestling Association (AWA)
  - 1 fois champion du monde poids-lourds de l'AWA[11]

- Catch Wrestling Association (CWA)
  - 4 fois champion du monde poids-lourds de la CWA[12]